# Eldin Huseinbegović

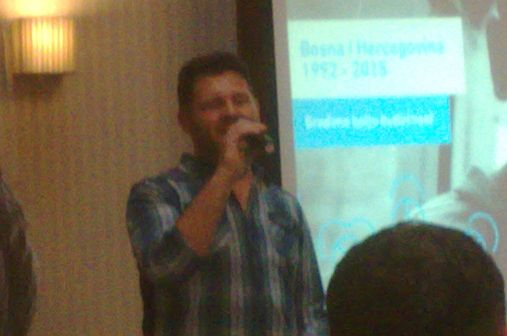
Eldin Huseinbegović

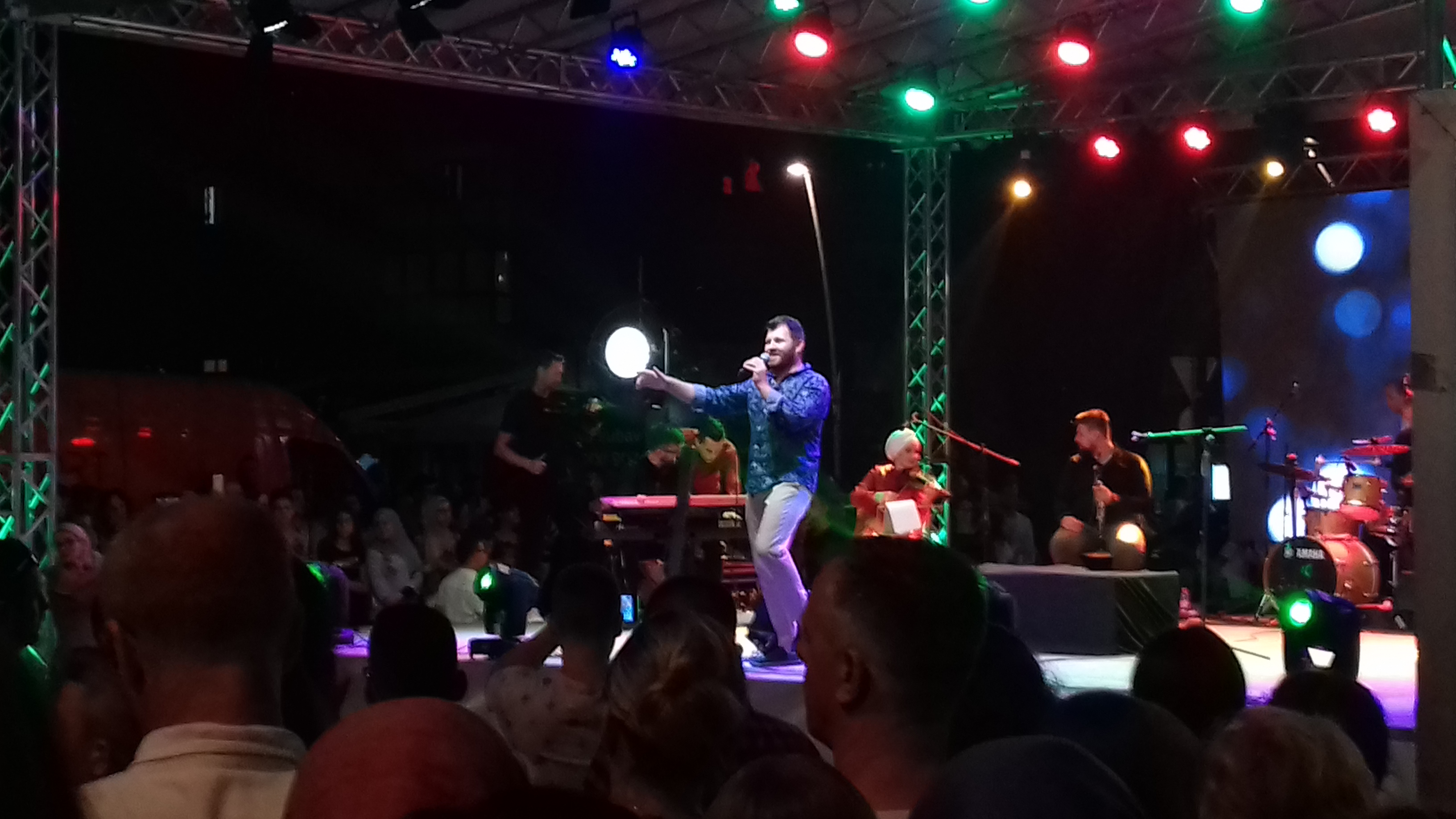
Feier des islamischen Opferfestes in Zenica 2019, Armin Muzaferia und Gäste (Eldin Huseinbegović und andere)

Eldin Huseinbegović (kyrillisch: Елдин Хусеинбеговић; * 1. Januar 1978 in Sarajevo, Bosnien-Herzegowina) ist ein bosnischer Singer-Songwriter. Neben seiner Tätigkeit im populären Sektor, ist er auch in der klassischen Musik aktiv. Sein Markenzeichen ist das Vortragen traditioneller Lieder islamisch-religiösen Inhalts, sogenannter Ilahije.

## Leben und Karriere
Huseinbegovićs erster öffentlicher Auftritt fand beim Festival „Mali Šlager“ (deutsch: Kleines Chanson) 1987 in Sarajevo statt. Die Musikschule schloss er 1992 ab. Von 1992 bis 1996 widmete er sich der Aufführung geistlicher Musik. Im Jahr 1997 gewann er das Festival „Studentsko Ljeto“ (deutsch: Studentensommer). 1998 gewann Eldin den 2. Preis der Jury für die beste Musik auf dem Festival „Tamo Gdje Ljubav Počinje“ (deutsch: Wo die Liebe beginnt). 1997 und 1999 nahm Eldin an der Nationalen Vorentscheidung Bosnien-Herzegowinas für den Eurovision Song Contest als Sänger und Songschreiber teil.
Im Jahr 2000 war er Teilnehmer des „Festivals der populären Musik «Bihać 2000»“. Seit 2002 arbeitet er auch als Tenor an der bosnischen Nationaloper in Sarajevo und wirkte dort in zahlreichen Opern und Konzerten mit (z. B. La Traviata, Figaros Hochzeit, Nabucco, Tosca). In den Jahren 2007 und 2008 nahm er am „BiH Radijsko-Televizijski Festival“ (deutsch: Radio-Television Festival von Bosnien und Herzegowina) teil und gewann beide Male den Preis für die beste Interpretation.
Im Jahr 2009 erhielt er den „Isa-beg-Ishaković“-Preis für seinen Beitrag zum kulturellen und musikalischen Erbe von Bosnien und Herzegowina. Im Jahr 2010 wurde er mit dem Preis „Etno-pop pjevač godine u BiH“ (deutsch: Ethno-Pop-Sänger des Jahres in Bosnien und Herzegowina) ausgezeichnet. Sein Album Kaldrma (deutsch: Kopfsteinpflaster) aus dem Jahre 2010 ist ein autobiografisches Werk und war ein Geschenk an seine Frau Emka.
Er ist seit 1999 Inhaber des Musikstudios „Džaan“ und seit 2010 Mitglied der „Balkanska Muzička Akademija“ (Balkan Music Academy), die sich aus den besten Autoren und Produzenten des Balkans zusammensetzt. Er schrieb über 100 Lieder. Als Texter arbeitete er schon mit Dino Merlin, Hajrudin Varešanović, Enes Begović, Osman Hadžić, Dženan Lončarević und Marija Šerifović zusammen.

## Diskografie

### Alben
- 2010: Kaldrma, Hayat Production

### Singles
- 2007: Poslije tebe
- 2008: Tako bih rado
- 2008: Da šutiš ft. Dino Merlin
- 2009: Strijela sudbine
- 2009: Tvoje je samo to što daš ft. Hari Mata Hari
- 2019: Ako odeš